# SMS G 12
G 12 – niemiecki niszczyciel z okresu I wojny światowej. Szósta jednostka typu G 7. Brał udział w bitwie koło Helgolandu i bitwie na Dogger Bank. Był okrętem flagowym flotylli niszczycieli. Zatonął 8 września 1915 roku na Morzu Północnym po zderzeniu z niszczycielem V 1 i następującym wybuchu torped, w rejonie pozycji 55°25′N 7°28′E/55,416667 7,466667 (47 ofiar).

## Dane techniczne[1]
- wyporność projektowa / pełna: 573/719 t
- wymiary:
  - długość: 71,5 m
  - szerokość: 7,56 m
  - zanurzenie: 3,09 m
- siłownia: 2 turbiny parowe Germania o mocy 16.406 KM, 3 kotły opalane węglem i 1 opalany ropą, 2 śruby
- prędkość: 33 w
- zasięg: 1150 mil morskich przy prędkości 17 w
- zapas paliwa: 110 t węgla i 80 t ropy
- załoga: 74 (3 oficerów)
- uzbrojenie:
  - 2 działa 88 mm (2xI)
  - 4 wyrzutnie torped 500 mm (4xI)
  - 18 min morskich (możliwość)